# Ремнелепестник
Ремнелепестник (лат. Himantoglossum) — род растений семейства Орхидные (Orchidaceae).

## Ботаническое описание

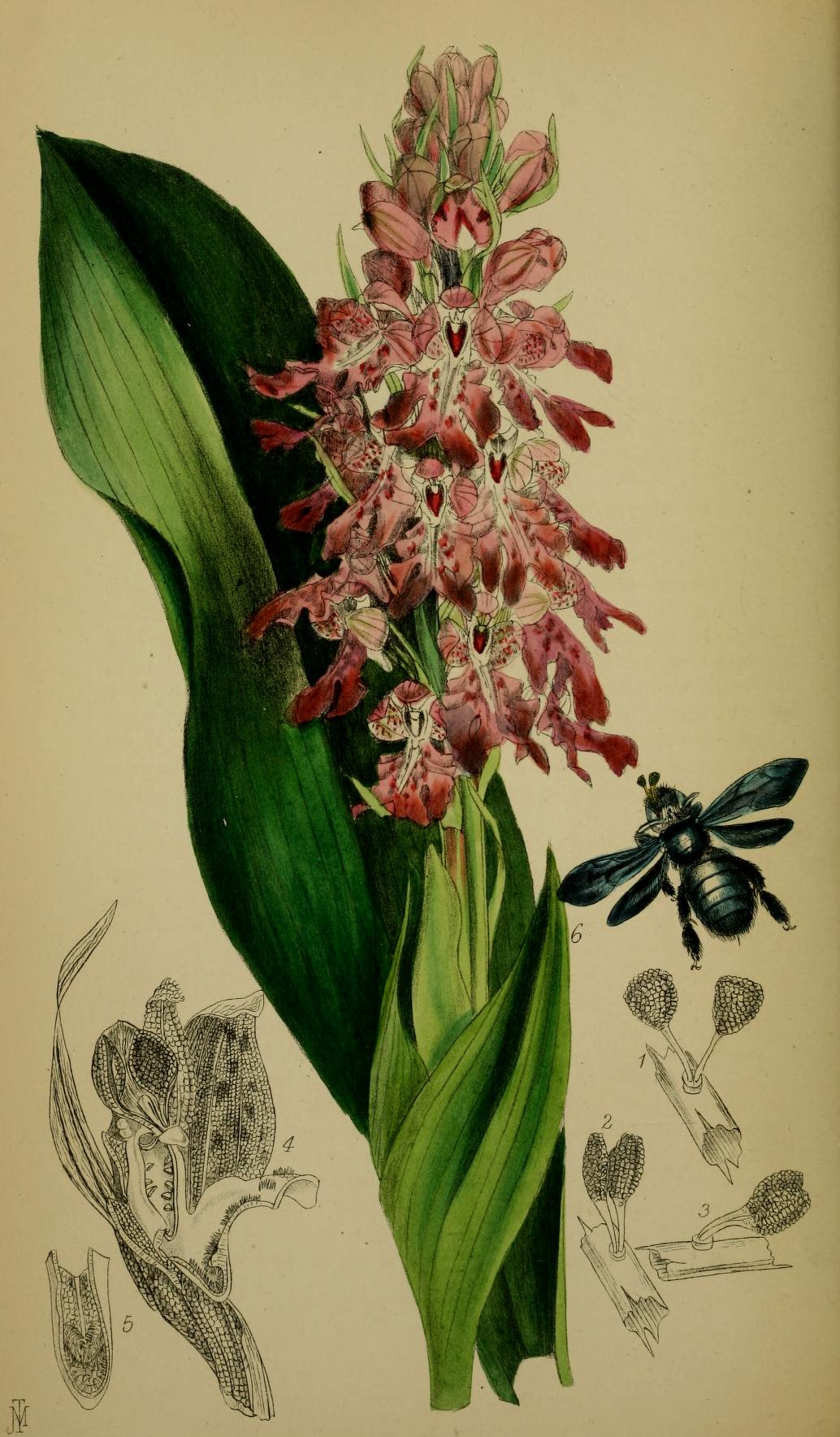
Himantoglossum robertianum. Ботаническая иллюстрация Джона Моггриджа из журнала Contributions to the flora of Mentone, and to a winter flora of the Riviera, including the coast from Marseilles to Genoa

Многолетнее травянистое растение 50—75 см высотой.
Клубни цельные, эллипсоидальные.
Соцветия крупные, рыхлые, длинные, до 30—40 см длиной.
Цветки беловато-зеленоватые. Лепестки околоцветника сложены шлемом, наружные эллиптические или продолговато-эллиптические, внутренние ланцетно-линейные, цельные или коротко трёхлопастные. Губа весьма длинная, значительно длиннее остальных лепестков околоцветника, трёхлопастная, с красновато-фиолетовыми крапинками, повислая, с более короткими боковыми лопастями, треугольными или линейными и слегка серповидными, средней лопастью ремневидной, длинной, 3—7 см длиной, узколинейной, на конце выемчатой или разделённой на две доли, в начале цветения закрученной. Шпора коническая или цилиндрическая, короткая, короче или равна половине завязи. Колонка прямая. Пыльник крупный, тупой. Поллинии яйцевидные, с толстоватыми ножками, общей полуокруглой или эллиптической желёзкой, помещающейся в полушаровидном кармашке. Завязь цилиндрическая, скрученная, на короткой ножке. Прицветники перепончатые. Цветёт в июне.

## Распространение и среда обитания
Растения рода распространены в Европе (Великобритания, Австрия, Бельгия, Чехословакия, Германия, Венгрия, Нидерланды, Швейцария, Балеарские острова, Корсика, Испания, Болгария, Греция, Италия, Крым, Румыния, Сицилия, Турция, Югославия, Крит, Кавказ), Африке (Алжир, Ливан, Марокко, Тунис), Азии (Арабские Эмираты, Иран, Ирак, Ливия, Палестина, Турция).
На территории бывшего СССР встречаются 2 вида: в Крыму — ремнелепестник козлиный и на Кавказе — ремнелепестник прекрасный.

## Классификация
|  |                                      |  |                                                         |                                                         |                    |  | ещё 13 семейств (согласно Системе APG III) |                     |                     |          |
|  |                                      |  |                                                         |                                                         |                    |  |                                            |                     |                     | 12 видов |
|  |                                      |  |                                                         | порядок Спаржецветные                                   |                    |  |                                            |                     | род Ремнелепестник  |          |
|  |                                      |  |                                                         | порядок Спаржецветные                                   |                    |  |                                            |                     | род Ремнелепестник  |          |
|  | отдел Цветковые, или Покрытосеменные |  |                                                         |                                                         | семейство Орхидные |  |                                            |                     |                     |          |
|  | отдел Цветковые, или Покрытосеменные |  |                                                         |                                                         |                    |  |                                            |                     |                     |          |
|  |                                      |  | ещё 58 порядков цветковых растений (по Системе APG III) | ещё 58 порядков цветковых растений (по Системе APG III) |                    |  |                                            | ещё около 880 родов | ещё около 880 родов |          |
|  |                                      |  |                                                         | ещё 58 порядков цветковых растений (по Системе APG III) |                    |  |                                            |                     | ещё около 880 родов |          |

### Виды
Список составлен на основе базы данных The Plant List
- Himantoglossum adriaticum H.Baumann
- Himantoglossum affine (Boiss.) Schltr.
- Himantoglossum ×agiasense (Karatzas) ined.
- Himantoglossum calcaratum (Beck) Schltr.
- Himantoglossum caprinum (M.Bieb.) Spreng. — Ремнелепестник козий
- Himantoglossum comperianum (Steven) P.Delforge — Комперия
- Himantoglossum formosum (Steven) K.Koch — Ремнелепестник прекрасный
- Himantoglossum hircinum (L.) Spreng. typus[2] — Ремнелепестник козлиный
- Himantoglossum metlesicsianum (W.P.Teschner) P.Delforge
- Himantoglossum montis-tauri Kreutz & W.Lüders
- Himantoglossum robertianum (Loisel.) P.Delforge
- Himantoglossum ×samariense C.Alibertis & A.Alibertis